# Gynoplistia (Gynoplistia) occipitalis
Gynoplistia (Gynoplistia) occipitalis is een tweevleugelige uit de familie steltmuggen (Limoniidae). De soort komt voor in het Australaziatisch gebied.